# Mook en Middelaar
Mook en Middelaar (em limburguês: Mook en Middelar) é um município dos Países Baixos, situado na província de Limburgo. Tem 18,81 km² de área e sua população em 2020 foi estimada em 7.879 habitantes.